# 衛生科 (陸上自衛隊)

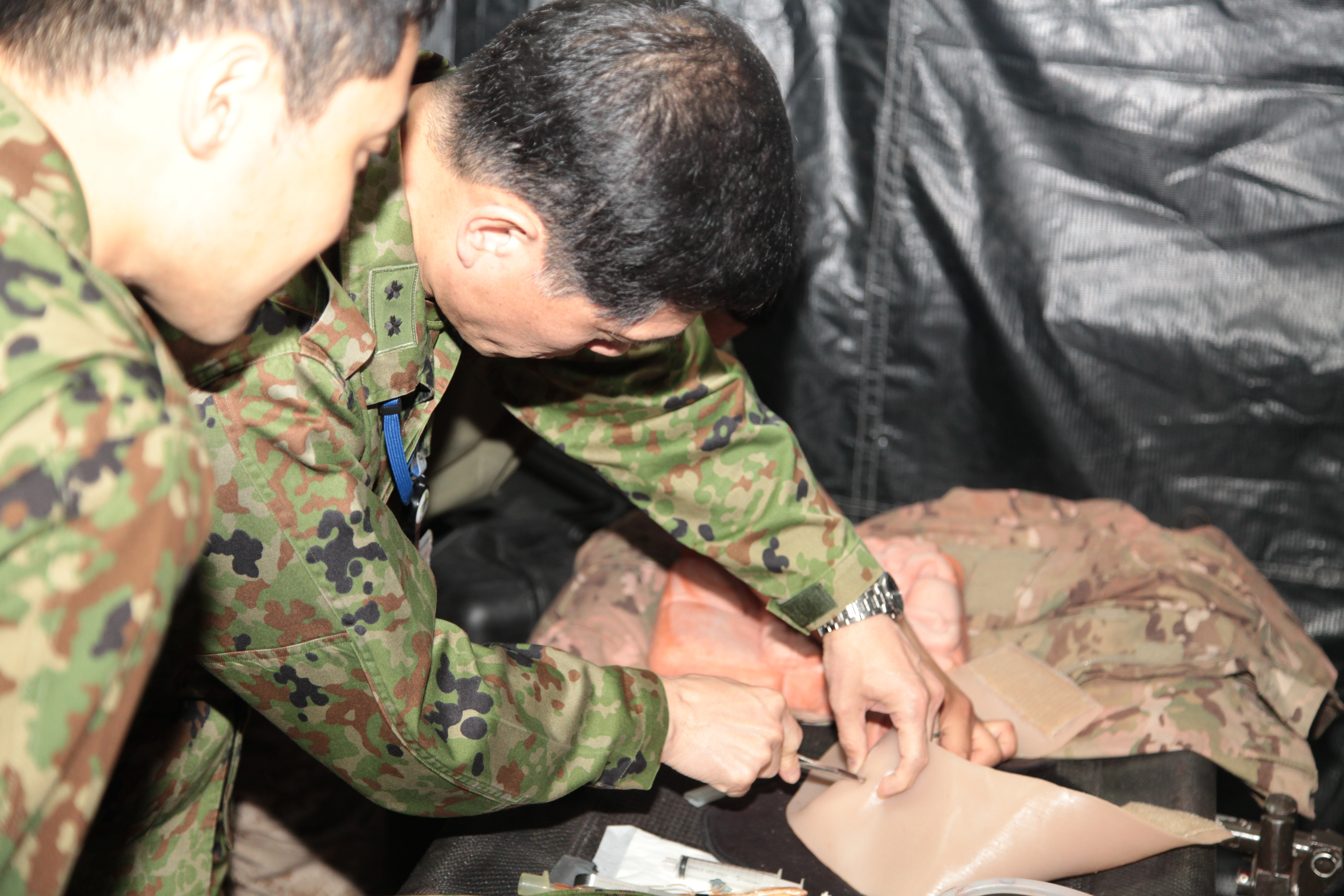
医療訓練を行う衛生科の隊員

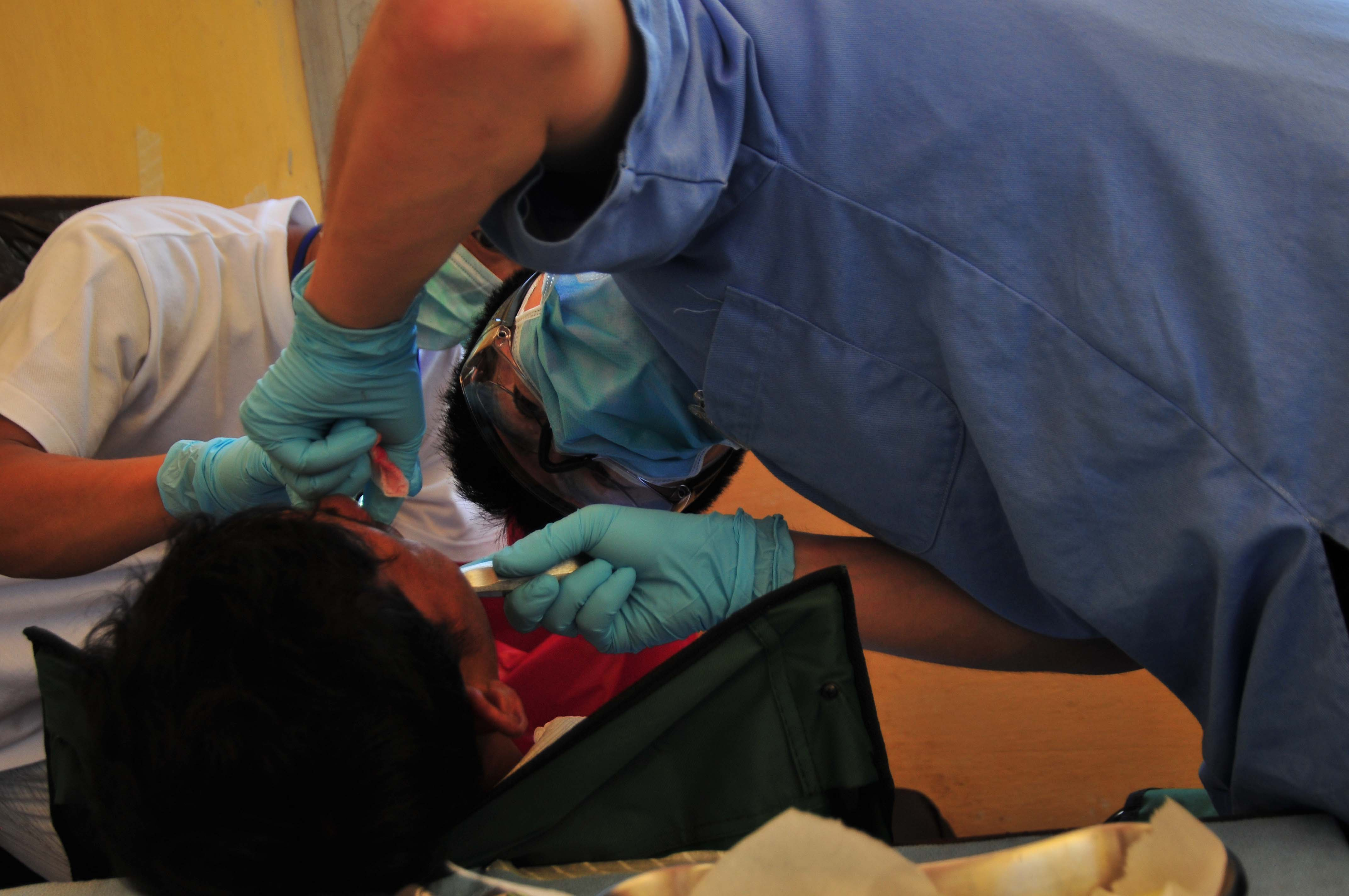
カンボジアのシハヌークビルにて、児童を診察する「くにさき」の衛生科員

衛生科（えいせいか、英: Medical）は、陸上自衛隊の職種の一つである。衛生科隊員は患者の治療や医療施設への後送、隊員の健康管理、防疫および衛生資材等の補給整備等を行う。他国の軍隊における衛生兵に相当する。職種標識の色は濃緑。

## 概要
- 衛生科の隊員は、医官（=医師・軍医）・歯科医官（=歯科医師）・看護官（=看護師・准看護師）・薬剤官（=薬剤師）・医療系技官などから成り、衛生科部隊および駐屯地医務室、自衛隊病院に配置され、傷病者の治療に従事する。

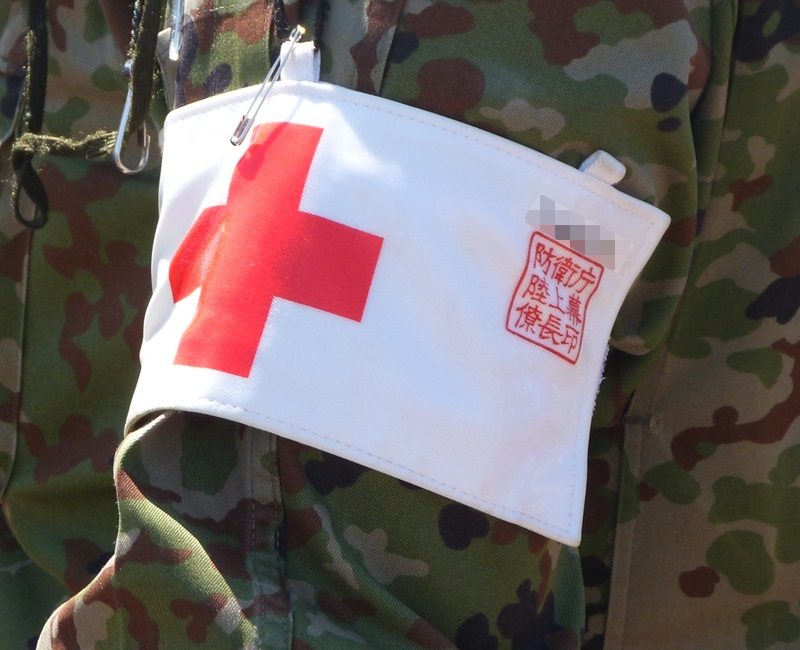
衛生腕章

衛生科部隊・隊員は、条約および法の規定に則る場合において、ジュネーヴ条約における衛生部隊・要員として保護対象であり、一定の教育を終了した衛生科隊員は「防衛省陸上幕僚長」の職印が付された衛生腕章を装着しており、装備品も含めて赤十字標章を使用している。近年では海外での大規模災害における国際緊急援助活動でも活躍している。
- 衛生科隊員の幹部は防衛医科大学校卒業者または医科・歯科幹部候補生課程の出身者、陸曹は看護師（准看護師）・臨床検査技師・診療放射線技師など医療関連の免許・資格を有する技術陸曹が多いのが特徴である（院内の名札には、「放射線陸曹」や、「臨床検査陸曹」などと表記されている。） 。衛生要員の育成は陸上自衛隊衛生学校、自衛隊病院（准看護師[注釈 1]のみ）でも行っている。

- 陸上自衛隊の有事における医療支援体制の構想は、即時の救急処置は隊員相互ないし中隊等の救護員が、師団（旅団）・連隊収容所での応急治療および後送は連隊等内の衛生小隊（班）や後方支援連隊衛生隊が行い、野外病院治療および後送は方面衛生隊が、病院治療は自衛隊地区病院・中央病院が実施するとされる[2][3]。平時では自衛隊病院ないし、方面衛生隊隷下の野外病院隊に医官を集中配置し、必要に応じて師団旅団隷下の衛生隊に人員を派出する態勢をとっているとされる。

## 衛生科部隊

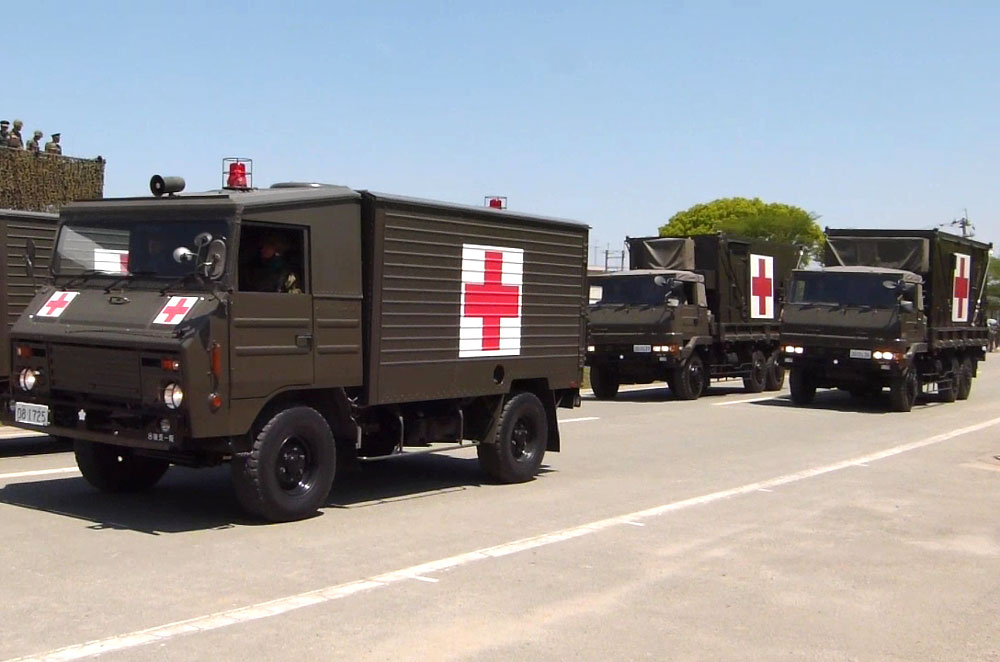
1トン半救急車 と、野外手術システム車

衛生科の部隊は、陸上総隊直轄にNBC兵器（特に生物兵器）対応の対特殊武器衛生隊がある。また、各方面隊には直轄で方面衛生隊が置かれている。方面衛生隊は方面衛生隊本部、本部付隊、野外病院隊および救急車隊からなり、方面隊直轄部隊に対する治療・後送業務・健康管理・防疫の技術援助、衛生器材・医薬品の補給並びに限定された衛生器材等の整備および回収、医官等の衛生要員の管理を行う。同様に各師団の後方支援連隊、旅団の後方支援隊には、衛生隊が置かれており、師団では衛生隊本部、治療隊および救急車小隊、旅団では衛生隊本部、治療小隊および救急車小隊の編制となっている。
衛生科又はこれと同種の部隊として、対特殊武器衛生隊、方面衛生隊、後方支援連隊衛生隊、水陸機動団後方支援大隊衛生隊、後方支援隊衛生隊、衛生教導隊が、衛生科又はこれと同種の機関として、自衛隊中央病院、陸上幕僚長の監督を受ける自衛隊各地区病院、陸上自衛隊衛生学校がある。

### 衛生科部隊の一覧
陸上総隊直轄部隊
- 対特殊武器衛生隊（三宿駐屯地）陸上総隊：2008年（平成20年）3月26日新編。
  - 第101対特殊武器治療隊
  - 第102対特殊武器治療隊
- 水陸機動団後方支援大隊衛生隊（相浦駐屯地）：水陸機動団

方面隊直轄部隊
- 北部方面衛生隊（真駒内駐屯地）：2000年（平成12年）3月28日新編。
  - 第101野外病院隊（真駒内駐屯地）
  - 第301救急車隊（真駒内駐屯地）
- 東北方面衛生隊（仙台駐屯地）：2006年（平成18年）3月27日新編。
  - 第105野外病院隊（仙台駐屯地）
  - 第305救急車隊（仙台駐屯地）
- 東部方面衛生隊（朝霞駐屯地）：2002年（平成14年）3月27日新編。
  - 第102野外病院隊（朝霞駐屯地）
  - 第302救急車隊（朝霞駐屯地）
- 中部方面衛生隊（伊丹駐屯地）：2004年（平成16年）3月29日新編。
  - 第104野外病院隊（伊丹駐屯地）
  - 第304救急車隊（伊丹駐屯地）
- 西部方面衛生隊（健軍駐屯地）：2003年（平成15年）3月27日新編。
  - 第103野外病院隊（健軍駐屯地）
  - 第303救急車隊（健軍駐屯地）

師団直轄部隊
- 第1後方支援連隊衛生隊（練馬駐屯地）：第1師団
- 第2後方支援連隊衛生隊（旭川駐屯地）：第2師団
- 第3後方支援連隊衛生隊（千僧駐屯地）：第3師団
- 第4後方支援連隊衛生隊（福岡駐屯地）：第4師団
- 第6後方支援連隊衛生隊（神町駐屯地）：第6師団
- 第7後方支援連隊衛生隊（東千歳駐屯地）：第7師団
- 第8後方支援連隊衛生隊（北熊本駐屯地）：第8師団
- 第9後方支援連隊衛生隊（青森駐屯地）：第9師団
- 第10後方支援連隊衛生隊（守山駐屯地）：第10師団

旅団直轄部隊
- 第5後方支援隊衛生隊（帯広駐屯地）：第5旅団
- 第11後方支援隊衛生隊（真駒内駐屯地）：第11旅団
- 第12後方支援隊衛生隊（新町駐屯地）：第12旅団
- 第13後方支援隊衛生隊（海田市駐屯地）：第13旅団
- 第14後方支援隊衛生隊（善通寺駐屯地）：第14旅団
- 第15後方支援隊衛生隊（那覇駐屯地）：第15旅団

防衛大臣直轄機関・部隊
- 陸上自衛隊衛生学校（三宿駐屯地）：
  - 衛生教導隊（三宿駐屯地）：1999年（平成11年）3月　教育支援衛生隊から改編。隊本部、治療隊及び救急車小隊からなる。

- 陸上自衛隊開発実験団
  - 部隊医学実験隊（三宿駐屯地）：2001年（平成13年）3月27日　衛生学校研究部の一部を母体に新編。衛生科部隊であり、隊本部、医学・特殊武器衛生研究科及び実験科からなる。

その他の配属先部隊
普通科・機甲科・特科・施設科の本部管理中隊等に衛生小隊（班）が、その他の部隊にも本部に数名の衛生科職種の隊員が配置される。
駐屯地業務隊の衛生科
衛生科職種の隊員が駐屯地医務室において駐屯地内の軽病人等の治療・各種衛生業務等を担当する。

### 衛生科部隊の沿革
管区隊衛生大隊の新編
- 1951年（昭和26年）
  - 5月1日：

  1. 第1衛生大隊が高田駐屯地において編成完結。第1管区隊に隷属。
  2. 第2衛生大隊が編成完結。第2管区隊に隷属。
  3. 第3衛生大隊が舞鶴駐屯地において編成完結。第3管区隊に隷属。
  4. 第4衛生大隊が中津駐屯地において編成完結。第4管区隊に隷属。

  - 12月3日：第3衛生大隊が舞鶴駐屯地から伊丹駐屯地へ移駐[4]。
- 1954年（昭和29年）
  - 3月1日：第4衛生大隊が中津駐屯地から福岡駐屯地に移駐。
  - 8月9日：第1衛生大隊が高田駐屯地から練馬駐屯地へ移駐。
  - 9月25日：

  1. 第5衛生大隊が帯広駐屯地において編成完結。第5管区隊に隷属。
  2. 第6衛生大隊が編成完結。第6管区隊に隷属。

混成団衛生中隊の新編
- 1956年（昭和31年）
  - 1月25日：

  1. 第7衛生中隊が帯広駐屯地において編成完結。第7混成団に隷属。
  2. 第8衛生中隊が熊本駐屯地において編成完結。第8混成団に隷属。

  - 2月10日：第7衛生中隊が帯広駐屯地から真駒内駐屯地に移駐。
- 1957年（昭和32年）
  - 2月21日：第9衛生中隊が青森駐屯地において編成完結。第9混成団に隷属。
  - 3月15日：第8衛生中隊が熊本駐屯地から北熊本駐屯地に移駐。
- 1958年（昭和33年）6月26日：第10衛生中隊が編成完結。第10混成団に隷属。
- 1959年（昭和34年）4月1日：第3衛生大隊が伊丹駐屯地から大津駐屯地に移駐。

師団衛生隊の新編
- 1962年（昭和37年）
  - 1月18日：

  1. 第1衛生大隊（練馬駐屯地）が第1衛生隊に称号変更。第1師団に隷属。
  2. 第2衛生大隊（旭川駐屯地）が第2衛生隊に称号変更。第2師団に隷属。
  3. 第3衛生大隊（大津駐屯地）が第3衛生隊に称号変更。第3師団に隷属。
  4. 第5衛生大隊（帯広駐屯地）が第5衛生隊に称号変更。第5師団に隷属。
  5. 第7衛生中隊が真駒内駐屯地から東千歳駐屯地に移駐。
  6. 第10衛生中隊（守山駐屯地）が第10衛生隊に称号変更。第10師団に隷属。
  7. 第11衛生隊が真駒内駐屯地に新編。第11師団に隷属。
  8. 第12衛生隊が新町駐屯地に新編。第12師団に隷属。
  9. 第13衛生隊が海田市駐屯地に新編。第13師団に隷属。

  - 8月15日：

  1. 第4衛生大隊（福岡駐屯地）が第4衛生隊に称号変更。第4師団に隷属。
  2. 第6衛生大隊（神町駐屯地）が第6衛生隊に称号変更。第6師団に隷属。
  3. 第7衛生中隊（東千歳駐屯地）が第7衛生隊に称号変更。第7師団に隷属。
  4. 第8衛生中隊（北熊本駐屯地）が第8衛生隊に称号変更。第8師団に隷属。
  5. 第9衛生中隊（青森駐屯地）が第9衛生隊に称号変更。第9師団に隷属。

後方支援連隊衛生隊に改編
- 1981年（昭和56年）3月25日：第7師団の機甲化改編に伴い、第7衛生隊（東千歳駐屯地）を廃止して第7後方支援連隊隷下の衛生隊に改編。
- 1988年（昭和63年）3月25日：第2師団の近代化改編に伴い、第2衛生隊（旭川駐屯地）を廃止して第2後方支援連隊隷下の衛生隊に改編。
- 1989年（平成元年）3月24日：

1. 第5師団の近代化改編に伴い、第5衛生隊（帯広駐屯地）を廃止して第5後方支援連隊隷下の衛生隊に改編。
2. 第11師団の近代化改編に伴い、第11衛生隊（真駒内駐屯地）を廃止して第11後方支援連隊隷下の衛生隊に改編。

- 1990年（平成02年）3月26日：

1. 第4師団の近代化改編に伴い、第4衛生隊（福岡駐屯地）を廃止して第4後方支援連隊隷下の衛生隊に改編。
2. 第6師団の近代化改編に伴い、第6衛生隊（神町駐屯地）を廃止して第6後方支援連隊隷下の衛生隊に改編。
3. 第8師団の近代化改編に伴い、第8衛生隊（北熊本駐屯地）を廃止して第8後方支援連隊隷下の衛生隊に改編。
4. 第9師団の近代化改編に伴い、第9衛生隊（青森駐屯地）を廃止して第9後方支援連隊隷下の衛生隊に改編。

- 1991年（平成03年）3月29日：

1. 第10師団の近代化改編に伴い、第10衛生隊（守山駐屯地）を廃止して第10後方支援連隊隷下の衛生隊に改編。
2. 第12師団の近代化改編に伴い、第12衛生隊（新町駐屯地）を廃止して第12後方支援連隊隷下の衛生隊に改編。
3. 第13師団の近代化改編に伴い、第13衛生隊（海田市駐屯地）を廃止して第13後方支援連隊隷下の衛生隊に改編。

- 1992年（平成04年）3月27日：

1. 第1師団の近代化改編に伴い、第1衛生隊（練馬駐屯地）を廃止して第1後方支援連隊隷下の衛生隊に改編。
2. 第3師団の近代化改編に伴い、第3衛生隊（大津駐屯地）を廃止して第3後方支援連隊隷下の衛生隊に改編。

- 1994年（平成06年）3月28日：第3後方支援連隊衛生隊が大津駐屯地から千僧駐屯地へ移駐。

- 1999年（平成11年）3月28日：

1. 北部方面衛生隊準備隊が真駒内駐屯地業務隊内に編成。
2. 第13師団の旅団化改編に伴い、第13後方支援隊隷下の衛生隊へ改編。

方面衛生隊の新編
- 2000年（平成12年）3月28日：

1. 北部方面衛生隊が真駒内駐屯地に新編。北部方面隊に隷属。第101野外病院隊、第301救急車隊を真駒内駐屯地に新編し隷下に編合。
2. 北部方面衛生隊の新編に伴い、第2後方支援連隊衛生隊の治療中隊を治療隊へ改編。
3. 北部方面衛生隊の新編に伴い、第5後方支援連隊衛生隊の治療中隊を治療隊へ改編。
4. 北部方面衛生隊の新編に伴い、第7後方支援連隊衛生隊の治療中隊を治療隊へ改編。
5. 北部方面衛生隊の新編に伴い、第11後方支援連隊衛生隊の治療中隊を治療隊へ改編。

- 2001年（平成13年）3月27日：第12師団の旅団化改編に伴い、第12後方支援隊隷下の衛生隊へ改編。

- 2002年（平成14年）3月27日：

1. 東部方面衛生隊が朝霞駐屯地に新編。東部方面隊に隷属。第102野外病院隊、第302救急車隊を朝霞駐屯地に新編し隷下に編合。
2. 東部方面衛生隊の新編に伴い、第1後方支援連隊衛生隊の治療中隊を治療隊へ改編。

- 2003年（平成15年）3月27日：

1. 西部方面衛生隊が健軍駐屯地に新編。西部方面隊に隷属。第103野外病院隊、第303救急車隊を健軍駐屯地に新編し隷下に編合。
2. 西部方面衛生隊の新編に伴い、第4後方支援連隊衛生隊の治療中隊を治療隊へ改編。
3. 西部方面衛生隊の新編に伴い、第8後方支援連隊衛生隊の治療中隊を治療隊へ改編。

- 2004年（平成16年）3月29日：

1. 中部方面衛生隊が伊丹駐屯地に新編。中部方面隊に隷属。第104野外病院隊、第304救急車隊を伊丹駐屯地に新編し隷下に編合。
2. 中部方面衛生隊の新編に伴い、第3後方支援連隊衛生隊の治療中隊を治療隊へ改編。
3. 第5師団の旅団化改編に伴い、第5後方支援隊隷下の衛生隊へ改編。
4. 第10後方支援連隊衛生隊が守山駐屯地から春日井駐屯地へ移駐。中部方面衛生隊の新編に伴い、第10後方支援連隊衛生隊の治療中隊を治療隊へ改編。

- 2006年（平成18年）3月27日：

1. 東北方面衛生隊が仙台駐屯地に新編。東北方面隊に隷属。第105野外病院隊、第305救急車隊を仙台駐屯地に新編し隷下に編合。
2. 東北方面衛生隊の新編に伴い、第6後方支援連隊衛生隊の治療中隊を治療隊へ改編。
3. 東北方面衛生隊の新編に伴い、第9後方支援連隊衛生隊の治療中隊を治療隊へ改編。
4. 第14旅団の新編により、第14後方支援隊衛生隊が善通寺駐屯地に新編。

- 2007年（平成19年）4月5日：対特殊武器衛生隊準備隊が朝霞駐屯地において編成完結。

対特殊武器衛生隊の編成
- 2008年（平成20年）3月26日：

1. 対特殊武器衛生隊が朝霞駐屯地において編成完結。中央即応集団に隷属。第101対特殊武器治療隊、第102対特殊武器治療隊を朝霞駐屯地に新編し対特殊武器衛生隊隷下に編合。
2. 第11師団の旅団化改編に伴い、第11後方支援隊隷下の衛生隊へ改編。

- 2010年（平成22年）3月26日：第15旅団の新編により、第15後方支援隊衛生隊が那覇駐屯地に新編。
- 2016年（平成28年）3月：対特殊武器衛生隊本部付隊を朝霞駐屯地に新編。
- 2018年（平成30年）
  - 3月16日：対特殊武器衛生隊が朝霞駐屯地から三宿駐屯地へ移駐。
  - 3月27日：

  1. 対特殊武器衛生隊が陸上総隊に隷属。[5]。
  2. 水陸機動団後方支援大隊衛生隊が相浦駐屯地に新編。

### 対特殊武器衛生隊
対特殊武器衛生隊（たいとくしゅぶきえいせいたい）は、陸上自衛隊三宿駐屯地に駐屯する陸上総隊隷下の衛生科部隊である。
「対特殊武器衛生隊」を参照。

### 方面衛生隊
方面衛生隊（ほうめんえいせいたい）は、方面隊直轄の衛生科部隊である。方面隊直轄部隊の衛生業務を任務とし、方面衛生隊本部、方面衛生隊本部付隊、野外病院隊（大隊規模）、救急車隊（中隊規模）で編成され、隊長は、1等陸佐（二）が充てられる。

#### 方面衛生隊の編制
- 北部方面衛生隊（真駒内駐屯地）
  - 北部方面衛生隊本部
  - 北部方面衛生隊本部付隊
  - 第101野外病院隊
  - 第301救急車隊
- 東北方面衛生隊（仙台駐屯地）
  - 東北方面衛生隊本部
  - 東北方面衛生隊本部付隊
  - 105野外病院隊
  - 第305救急車隊
- 東部方面衛生隊（朝霞駐屯地）
  - 東部方面衛生隊本部
  - 東部方面衛生隊本部付隊
  - 第102野外病院隊
  - 第302救急車隊
- 中部方面衛生隊（伊丹駐屯地）
  - 中部方面衛生隊本部
  - 中部方面衛生隊本部付隊
  - 第104野外病院隊
  - 第304救急車隊
- 西部方面衛生隊（健軍駐屯地）
  - 西部方面衛生隊本部
  - 西部方面衛生隊本部付隊
  - 第103野外病院隊
  - 第303救急車隊

### 後方支援連隊衛生隊
後方支援連隊衛生隊（こうほうしえんれんたいえいせいたい）は、後方支援連隊隷下の衛生科部隊である。第1から第10（第5は欠）までの9個が編成される。第5、第11から第13は、旅団への改編に伴い、後方支援隊隷下の衛生隊に改編された。
隊長は2等陸佐が充てられ、衛生隊本部、治療隊、救急車小隊で編成される。
新編当初は、治療隊は、治療中隊であったが方面衛生隊の新編により、縮小改編された。
後方支援連隊衛生隊の概要
第1後方支援連隊衛生隊（だいいちこうほうしえんれんたいえいせいたい）は、陸上自衛隊練馬駐屯地に駐屯する第1後方支援連隊隷下の衛生科部隊である。
- 改編部隊：第1衛生隊
- 創設　　：1992年（平成4年）3月27日
- 編成地　：練馬駐屯地
- 部隊長　：2等陸佐
- 隊旗　　：濃緑色の大隊旗
- 部隊表示：1後支-衛
- 編成　　：
  - 衛生隊本部
  - 治療隊
  - 救急車小隊
- 主要装備：野外手術システム、1トン半救急車
- 上級部隊：第1後方支援連隊
- 備考　　：

第2後方支援連隊衛生隊（だいにこうほうしえんれんたいえいせいたい）は、陸上自衛隊旭川駐屯地に駐屯する第2後方支援連隊隷下の衛生科部隊である。
- 改編部隊：第2衛生隊
- 創設　　：1988年（昭和63年）3月25日
- 編成地　：旭川駐屯地
- 部隊長　：2等陸佐
- 隊旗　　：濃緑色の大隊旗
- 部隊表示：2後支-衛
- 編成　　：
  - 衛生隊本部
  - 治療隊
  - 救急車小隊
- 主要装備：野外手術システム、1トン半救急車
- 上級部隊：第2後方支援連隊
- 備考　　：

第3後方支援連隊衛生隊（だいさんこうほうしえんれんたいえいせいたい）は、陸上自衛隊千僧駐屯地に駐屯する第3後方支援連隊隷下の衛生科部隊である。
- 改編部隊：第3衛生隊
- 創設　　：1992年（平成4年）3月27日
- 編成地　：大津駐屯地
- 部隊長　：2等陸佐
- 隊旗　　：濃緑色の大隊旗
- 部隊表示：3後支-衛
- 駐屯地　：

1. 大津駐屯地：1992年（平成4年）3月27日から
2. 千僧駐屯地：1994年（平成6年）3月28日から

- 編成　　：
  - 衛生隊本部
  - 治療隊
  - 救急車小隊
- 主要装備：野外手術システム、1トン半救急車
- 上級部隊：第3後方支援連隊
- 備考　　：

第4後方支援連隊衛生隊（だいよんこうほうしえんれんたいえいせいたい）は、陸上自衛隊福岡駐屯地に駐屯する第4後方支援連隊隷下の衛生科部隊である。
- 改編部隊：第4衛生隊
- 創設　　：1990年（平成2年）3月26日
- 編成地　：福岡駐屯地
- 部隊長　：2等陸佐
- 隊旗　　：濃緑色の大隊旗
- 部隊表示：4後支-衛
- 編成　　：
  - 衛生隊本部
  - 治療隊
  - 救急車小隊
- 主要装備：野外手術システム、1トン半救急車
- 上級部隊：第4後方支援連隊
- 備考　　：

第5後方支援連隊衛生隊（だいごこうほうしえんれんたいえいせいたい）は、陸上自衛隊帯広駐屯地に駐屯していた第5後方支援連隊隷下の衛生科部隊で2004年（平成16年）3月29日に廃止された。
- 改編部隊：第5衛生隊
- 創設　　：1962年（昭和37年）1月18日
- 編成地　：帯広駐屯地
- 部隊長　：2等陸佐
- 隊旗　　：濃緑色の大隊旗
- 部隊表示：5衛
- 編成　　：
  - 衛生隊本部
  - 治療隊
  - 救急車小隊
- 主要装備：野外手術システム、1トン半救急車
- 上級部隊：第5後方支援連隊
- 備考　　：

第6後方支援連隊衛生隊（だいろくこうほうしえんれんたいえいせいたい）は、陸上自衛隊神町駐屯地に駐屯する第6後方支援連隊隷下の衛生科部隊である。
- 改編部隊：第6衛生隊
- 創設　　：1990年（平成2年）3月26日
- 編成地　：神町駐屯地
- 部隊長　：2等陸佐
- 隊旗　　：濃緑色の大隊旗
- 部隊表示：6後支-衛
- 編成　　：
  - 衛生隊本部
  - 治療隊
  - 救急車小隊
- 主要装備：野外手術システム、1トン半救急車
- 上級部隊：第6後方支援連隊
- 備考　　：

第7後方支援連隊衛生隊（だいろくこうほうしえんれんたいえいせいたい）は、陸上自衛隊東千歳駐屯地に駐屯する第7後方支援連隊隷下の衛生科部隊である。
- 改編部隊：第7衛生隊
- 創設　　：1990年（平成2年）3月26日
- 編成地　：東千歳駐屯地
- 部隊長　：2等陸佐
- 隊旗　　：濃緑色の大隊旗
- 部隊表示：7後支-衛
- 編成　　：
  - 衛生隊本部
  - 治療隊
  - 救急車小隊
- 主要装備：野外手術システム、1トン半救急車
- 上級部隊：第7後方支援連隊
- 備考　　：

第8後方支援連隊衛生隊（だいはちこうほうしえんれんたいえいせいたい）は、陸上自衛隊北熊本駐屯地に駐屯する第8後方支援連隊隷下の衛生科部隊である。
- 改編部隊：第8衛生隊
- 創設　　：1990年（平成2年）3月26日

- 編成地　：北熊本駐屯地
- 部隊長　：2等陸佐
- 隊旗　　：濃緑色の大隊旗
- 部隊表示：8後支-衛
- 編成　　：
  - 衛生隊本部
  - 治療隊
  - 救急車小隊
- 主要装備：野外手術システム、1トン半救急車
- 上級部隊：第8後方支援連隊
- 備考　　：

第9後方支援連隊衛生隊（だいきゅうこうほうしえんれんたいえいせいたい）は、陸上自衛隊青森駐屯地に駐屯する第9後方支援連隊隷下の衛生科部隊である。
- 改編部隊：第9衛生隊
- 創設　　：1990年（平成2年）3月26日
- 編成地　：青森駐屯地
- 部隊長　：2等陸佐
- 隊旗　　：濃緑色の大隊旗
- 部隊表示：9後支-衛
- 編成　　：
  - 衛生隊本部
  - 治療隊
  - 救急車小隊
- 主要装備：野外手術システム、1トン半救急車
- 上級部隊：第9後方支援連隊
- 備考　　：

第10後方支援連隊衛生隊（だいじゅうこうほうしえんれんたいえいせいたい）は、陸上自衛隊春日井駐屯地に駐屯する第10後方支援連隊隷下の衛生科部隊である。
- 改編部隊：第10衛生隊
- 創設　　：1991年（平成3年）3月29日
- 編成地　：守山駐屯地
- 部隊長　：2等陸佐
- 隊旗　　：濃緑色の大隊旗
- 部隊表示：10後支-衛
- 駐屯地　：

1. 守山駐屯地：1991年（平成03年）3月29日から
2. 春日井駐屯地：2004年（平成16年）3月29日から

- 編成　　：
  - 衛生隊本部
  - 治療隊
  - 救急車小隊
- 主要装備：野外手術システム、1トン半救急車
- 上級部隊：第10後方支援連隊
- 備考　　：

第11後方支援連隊衛生隊（だいじゅういちこうほうしえんれんたいえいせいたい）は、陸上自衛隊真駒内駐屯地に駐屯していた第11後方支援連隊隷下の衛生科部隊で2008年（平成20年）3月26日に廃止された。
- 改編部隊：第11衛生隊
- 創設　　：1989年（平成元年）3月24日
- 編成地　：真駒内駐屯地
- 部隊長　：2等陸佐
- 隊旗　　：濃緑色の大隊旗
- 部隊表示：11後支-衛
- 編成　　：
  - 衛生隊本部
  - 治療隊
  - 救急車小隊
- 主要装備：野外手術システム、1トン半救急車
- 上級部隊：第11後方支援連隊
- 廃止　　：2008年（平成20年）3月26日
- 廃止地　：真駒内駐屯地
- 後継部隊：第11後方支援隊衛生隊
- 備考　　：

第12後方支援連隊衛生隊（だいじゅうにこうほうしえんれんたいえいせいたい）は、陸上自衛隊新町駐屯地に駐屯していた第12後方支援連隊隷下の衛生科部隊で2001年（平成13年）3月26日に廃止された。
- 改編部隊：第12衛生隊
- 創設　　：1991年（平成3年）3月29日
- 編成地　：新町駐屯地
- 部隊長　：2等陸佐
- 隊旗　　：濃緑色の大隊旗
- 部隊表示：12後支-衛
- 編成　　：
  - 衛生隊本部
  - 治療隊
  - 救急車小隊
- 主要装備：野外手術システム、1トン半救急車
- 上級部隊：第12後方支援連隊
- 廃止　　：2001年（平成13年）3月26日
- 廃止地　：新町駐屯地
- 後継部隊：第12後方支援隊衛生隊
- 備考　　：

第13後方支援連隊衛生隊（だいじゅうさんこうほうしえんれんたいえいせいたい）は、陸上自衛隊海田市駐屯地に駐屯していた第13後方支援連隊隷下の衛生科部隊で1999年（平成11年）3月28日に廃止された。
- 改編部隊：第13衛生隊
- 創設　　：1999年（平成11年）3月29日
- 編成地　：海田市駐屯地
- 部隊長　：2等陸佐
- 隊旗　　：濃緑色の大隊旗
- 部隊表示：13後支-衛
- 編成　　：
  - 衛生隊本部
  - 治療隊
  - 救急車小隊
- 主要装備：野外手術システム、1トン半救急車
- 上級部隊：第13後方支援連隊
- 廃止　　：1999年（平成11年）3月28日
- 廃止地　：海田市駐屯地
- 後継部隊：第13後方支援隊衛生隊
- 備考　　：

### 後方支援隊衛生隊
後方支援隊衛生隊（こうほうしえんたいえいせいたい）は、後方支援隊隷下の衛生科部隊である。第5、第11から第15までの6個が編成される。
隊長は3等陸佐が充てられ、衛生隊本部、治療小隊、救急車小隊で編成される。
後方支援隊衛生隊の概要
第5後方支援隊衛生隊（だいごこうほうしえんたいえいせいたい）は、陸上自衛隊帯広駐屯地に駐屯する第5後方支援隊隷下の衛生科部隊である。
- 改編部隊：第5後方支援連隊衛生隊
- 創設　　：2004年（平成16年）3月29日
- 編成地　：帯広駐屯地
- 部隊長　：3等陸佐
- 隊旗　　：濃緑色の中隊旗（甲）
- 部隊表示：5後支-衛
- 編成　　：
  - 衛生隊本部
  - 治療小隊
  - 救急車小隊
- 主要装備：野外手術システム、1トン半救急車
- 上級部隊：第5後方支援隊
- 備考　　：

第11後方支援隊衛生隊（だいじゅういちこうほうしえんたいえいせいたい）は、陸上自衛隊真駒内駐屯地に駐屯する第11後方支援隊隷下の衛生科部隊である。
- 改編部隊：第11後方支援連隊衛生隊
- 創設　　：2008年（平成20年）3月26日
- 編成地　：真駒内駐屯地
- 部隊長　：3等陸佐
- 隊旗　　：濃緑色の中隊旗（甲）
- 部隊表示：11後支-衛
- 編成　　：
  - 衛生隊本部
  - 治療小隊
  - 救急車小隊
- 主要装備：野外手術システム、1トン半救急車
- 上級部隊：第11後方支援隊
- 備考　　：

第12後方支援隊衛生隊（だいじゅうにこうほうしえんたいえいせいたい）は、陸上自衛隊新町駐屯地に駐屯する第12後方支援隊隷下の衛生科部隊である。
- 改編部隊：第12後方支援連隊衛生隊
- 創設　　：2001年（平成13年）3月27日
- 編成地　：新町駐屯地
- 部隊長　：3等陸佐
- 隊旗　　：濃緑色の中隊旗（甲）
- 部隊表示：12後支-衛
- 編成　　：
  - 衛生隊本部
  - 治療小隊
  - 救急車小隊
- 主要装備：野外手術システム、1トン半救急車
- 上級部隊：第12後方支援隊
- 備考　　：

第13後方支援隊衛生隊（だいじゅうさんこうほうしえんたいえいせいたい）は、陸上自衛隊海田市駐屯地に駐屯する第13後方支援隊隷下の衛生科部隊である。
- 改編部隊：第13後方支援連隊衛生隊
- 創設　　：1999年（平成11年）3月29日
- 編成地　：海田市駐屯地
- 部隊長　：3等陸佐
- 隊旗　　：濃緑色の中隊旗（甲）
- 部隊表示：13後支-衛
- 編成　　：
  - 衛生隊本部
  - 治療小隊
  - 救急車小隊
- 主要装備：野外手術システム、1トン半救急車
- 上級部隊：第13後方支援隊
- 備考　　：

第14後方支援隊衛生隊（だいじゅうよんこうほうしえんたいえいせいたい）は、陸上自衛隊善通寺駐屯地に駐屯する第14後方支援隊隷下の衛生科部隊である。
- 創設　　：2006年（平成18年）3月27日
- 編成地　：善通寺駐屯地
- 部隊長　：3等陸佐
- 隊旗　　：濃緑色の中隊旗（甲）
- 部隊表示：14後支-衛
- 編成　　：
  - 衛生隊本部
  - 治療小隊
  - 救急車小隊
- 主要装備：野外手術システム、1トン半救急車
- 上級部隊：第14後方支援隊
- 備考　　：

第15後方支援隊衛生隊（だいじゅうごこうほうしえんたいえいせいたい）は、陸上自衛隊那覇駐屯地に駐屯する第15後方支援隊隷下の衛生科部隊である。
- 創設　　：2010年（平成22年）3月26日
- 編成地　：那覇駐屯地
- 部隊表示：15後支-衛
- 部隊長　：3等陸佐
- 隊旗　　：濃緑色の中隊旗（甲）
- 編成　　：
  - 衛生隊本部
  - 治療小隊
  - 救急車小隊
- 主要装備：野外手術システム、1トン半救急車
- 上級部隊：第15後方支援隊
- 備考　　：

### 水陸機動団後方支援大隊衛生隊
水陸機動団後方支援大隊衛生隊（すいりくきどうだんこうほうしえんだいたいえいせいたい）は、陸上自衛隊相浦駐屯地に駐屯する水陸機動団後方支援大隊隷下の衛生科部隊である。
- 創設　　：2018年（平成30年）3月27日
- 編成地　：相浦駐屯地
- 部隊表示：水機団後支-衛
- 部隊長　：3等陸佐
- 隊旗　　：濃緑色の中隊旗（甲）
- 編成　　：
- 主要装備：1トン半救急車
- 上級部隊：水陸機動団後方支援大隊
- 備考　　：

### 衛生教導隊
衛生教導隊（えいせいきょうどうたい）は、陸上自衛隊三宿駐屯地に駐屯する陸上自衛隊衛生学校に隷属する衛生科の教導部隊である。
「衛生教導隊」を参照。

### 師団衛生隊（廃止）
師団衛生隊（しだんえいせいたい）は、第1から第13まで各師団に師団編成から後方支援連隊新編まで編成されていた師団長直轄の衛生科部隊である。

#### 師団衛生隊の概要
第1衛生隊（だいいちえいせいたい）は、陸上自衛隊練馬駐屯地に駐屯していた第1師団隷下の衛生科部隊で1992年（平成4年）3月26日に廃止された。
- 改編部隊：第1衛生大隊
- 創設　　：1962年（昭和37年）1月18日
- 編成地　：練馬駐屯地
- 部隊長　：2等陸佐
- 隊旗　　：濃緑色の大隊旗
- 部隊表示：1衛
- 編成　　：
- 主要装備：野外手術システム、1トン半救急車
- 上級部隊：第1師団
- 廃止　　：1992年（平成4年）3月26日
- 廃止地　：練馬駐屯地
- 後継部隊：第1後方支援連隊衛生隊
- 備考　　：第1師団の近代化改編に伴う後方支援連隊の新編により廃止。

第2衛生隊（だいにえいせいたい）は、陸上自衛隊旭川駐屯地に駐屯していた第2師団隷下の衛生科部隊で1988年（昭和63年）3月24日に廃止された。
- 改編部隊：第2衛生大隊
- 創設　　：1962年（昭和37年）1月18日
- 編成地　：旭川駐屯地
- 部隊長　：2等陸佐
- 隊旗　　：濃緑色の大隊旗
- 部隊表示：2衛
- 編成　　：
  - 主要装備：野外手術システム、1トン半救急車
- 上級部隊：第2師団
- 廃止　　：1988年（昭和63年）3月24日
- 廃止地　：旭川駐屯地
- 後継部隊：第2後方支援連隊衛生隊
- 備考　　：第2師団の近代化改編に伴う後方支援連隊の新編により廃止。

第3衛生隊（だいさんえいせいたい）は、陸上自衛隊大津駐屯地に駐屯していた第3師団隷下の衛生科部隊で1988年（昭和63年）3月24日に廃止された。
- 改編部隊：第3衛生大隊
- 創設　　：1962年（昭和37年）1月18日
- 編成地　：大津駐屯地
- 部隊長　：2等陸佐
- 隊旗　　：濃緑色の大隊旗
- 部隊表示：3衛
- 編成　　：
- 主要装備：野外手術システム、1トン半救急車
- 上級部隊：第3師団
- 廃止　　：1988年（昭和63年）3月24日
- 廃止地　：大津駐屯地
- 後継部隊：第3後方支援連隊衛生隊
- 備考　　：第3師団の近代化改編に伴う後方支援連隊の新編により廃止。

第4衛生隊（だいよんえいせいたい）は、陸上自衛隊福岡駐屯地に駐屯していた第4師団隷下の衛生科部隊で1990年（平成2年）3月25日に廃止された。
- 改編部隊：第4衛生大隊
- 創設　　：1962年（昭和37年）1月18日
- 編成地　：福岡駐屯地
- 部隊長　：2等陸佐
- 隊旗　　：濃緑色の大隊旗
- 部隊表示：4衛
- 編成　　：
- 主要装備：野外手術システム、1トン半救急車
- 上級部隊：第4師団
- 廃止　　：1990年（平成2年）3月25日
- 廃止地　：福岡駐屯地
- 後継部隊：第4後方支援連隊衛生隊
- 備考　　：第4師団の近代化改編に伴う後方支援連隊の新編により廃止。

第5衛生隊（だいごえいせいたい）は、陸上自衛隊帯広駐屯地に駐屯していた第5師団隷下の衛生科部隊で1989年（平成元年）3月23日に廃止された。
- 改編部隊：第5衛生大隊
- 創設　　：1962年（昭和37年）1月18日
- 編成地　：帯広駐屯地
- 部隊長　：2等陸佐
- 隊旗　　：濃緑色の大隊旗
- 部隊表示：5衛
- 編成　　：
- 主要装備：野外手術システム、1トン半救急車
- 上級部隊：第5師団
- 廃止　　：1989年（平成元年）3月23日
- 廃止地　：帯広駐屯地
- 後継部隊：第5後方支援連隊衛生隊→第5後方支援隊衛生隊
- 備考　　：第5師団の近代化改編に伴う後方支援連隊の新編により廃止。

第6衛生隊（だいろくえいせいたい）は、陸上自衛隊神町駐屯地に駐屯していた第6師団隷下の衛生科部隊で1990年（平成2年）3月25日に廃止された。
- 改編部隊：第6衛生大隊
- 創設　　：1962年（昭和37年）8月15日
- 編成地　：神町駐屯地
- 部隊長　：2等陸佐
- 隊旗　　：濃緑色の大隊旗
- 部隊表示：6衛
- 編成　　：
- 主要装備：野外手術システム、1トン半救急車
- 上級部隊：第6師団
- 廃止　　：1990年（平成2年）3月25日
- 廃止地　：神町駐屯地
- 後継部隊：第6後方支援連隊衛生隊
- 備考　　：第6師団の近代化改編に伴う後方支援連隊の新編により廃止。

第7衛生隊（だいななえいせいたい）は、陸上自衛隊東千歳駐屯地に駐屯していた第7師団隷下の衛生科部隊で1981年（昭和56年）3月24日に廃止された。
- 改編部隊：第7衛生中隊
- 創設　　：1962年（昭和37年）8月15日
- 編成地　：東千歳駐屯地
- 部隊長　：2等陸佐
- 隊旗　　：濃緑色の大隊旗
- 部隊表示：7衛
- 編成　　：
- 主要装備：野外手術システム、1トン半救急車
- 上級部隊：第7師団
- 廃止　　：1981年（昭和56年）3月24日
- 廃止地　：東千歳駐屯地
- 後継部隊：第7後方支援連隊衛生隊
- 備考　　：第7師団の機甲師団への改編に伴う後方支援連隊の新編により廃止。

第8衛生隊（だいはちえいせいたい）は、陸上自衛隊北熊本駐屯地に駐屯していた第8師団隷下の衛生科部隊で1990年（平成2年）3月25日に廃止された。
- 改編部隊：第8衛生中隊
- 創設　　：1962年（昭和37年）8月15日
- 編成地　：北熊本駐屯地
- 部隊長　：2等陸佐
- 隊旗　　：濃緑色の大隊旗
- 部隊表示：8衛
- 編成　　：
- 主要装備：野外手術システム、1トン半救急車
- 上級部隊：第8師団
- 廃止　　：1990年（平成2年）3月25日
- 廃止地　：北熊本駐屯地
- 後継部隊：第8後方支援連隊衛生隊
- 備考　　：第8師団の近代化改編に伴う後方支援連隊の新編により廃止。

第9衛生隊（だいきゅうえいせいたい）は、陸上自衛隊青森駐屯地に駐屯していた第9師団隷下の衛生科部隊で1990年（平成2年）3月25日に廃止された。
- 改編部隊：第9衛生中隊
- 創設　　：1962年（昭和37年）8月15日
- 編成地　：青森駐屯地
- 部隊長　：2等陸佐
- 隊旗　　：濃緑色の大隊旗
- 部隊表示：9衛
- 編成　　：
- 主要装備：野外手術システム、1トン半救急車
- 上級部隊：第9師団
- 廃止　　：1990年（平成2年）3月25日
- 廃止地　：青森駐屯地
- 後継部隊：第9後方支援連隊衛生隊
- 備考　　：第9師団の近代化改編に伴う後方支援連隊の新編により廃止。

第10衛生隊（だいじゅうえいせいたい）は、陸上自衛隊守山駐屯地に駐屯していた第10師団隷下の衛生科部隊で1991年（平成3年）3月28日に廃止された。
- 改編部隊：第10衛生中隊
- 創設　　：1962年（昭和37年）1月18日
- 編成地　：守山駐屯地
- 部隊長　：2等陸佐
- 隊旗　　：濃緑色の大隊旗
- 部隊表示：10衛
- 編成　　：
- 主要装備：野外手術システム、1トン半救急車
- 上級部隊：第10師団
- 廃止　　：1991年（平成3年）3月28日
- 廃止地　：守山駐屯地
- 後継部隊：第10後方支援連隊衛生隊
- 備考　　：第10師団の近代化改編に伴う後方支援連隊の新編により廃止。

第11衛生隊（だいじゅういちえいせいたい）は、陸上自衛隊真駒内駐屯地に駐屯していた第11師団隷下の衛生科部隊で1989年（平成元年）3月23日に廃止された。
- 創設　　：1962年（昭和37年）1月18日
- 編成地　：真駒内駐屯地
- 部隊長　：2等陸佐
- 隊旗　　：濃緑色の大隊旗
- 部隊表示：11衛
- 編成　　：
- 主要装備：野外手術システム、1トン半救急車
- 上級部隊：第11師団
- 廃止　　：1989年（平成元年）3月23日
- 廃止地　：真駒内駐屯地
- 後継部隊：第11後方支援連隊衛生隊→第11後方支援隊衛生隊
- 備考　　：第11師団の近代化改編に伴う後方支援連隊の新編により廃止。

第12衛生隊（だいじゅうにえいせいたい）は、陸上自衛隊新町駐屯地に駐屯していた第12師団隷下の衛生科部隊で1991年（平成3年）3月28日に廃止された。
- 創設　　：1962年（昭和37年）1月18日
- 編成地　：新町駐屯地
- 部隊長　：2等陸佐
- 隊旗　　：濃緑色の大隊旗
- 部隊表示：12衛
- 編成　　：
- 主要装備：野外手術システム、1トン半救急車
- 上級部隊：第12師団
- 廃止　　：1991年（平成3年）3月28日
- 廃止地　：新町駐屯地
- 後継部隊：第12後方支援連隊衛生隊→第12後方支援隊衛生隊
- 備考　　：第12師団の近代化改編に伴う後方支援連隊の新編により廃止。

第13衛生隊（だいじゅうさんさんえいせいたい）は、陸上自衛隊海田市駐屯地に駐屯していた第13師団隷下の衛生科部隊で1991年（平成3年）3月28日に廃止された。
- 創設　　：1962年（昭和37年）1月18日
- 編成地　：海田市駐屯地
- 部隊長　：2等陸佐
- 隊旗　　：濃緑色の大隊旗
- 部隊表示：13衛
- 編成　　：
- 主要装備：野外手術システム、1トン半救急車
- 上級部隊：第13師団
- 廃止　　：1991年（平成3年）3月28日
- 廃止地　：海田市駐屯地
- 後継部隊：第13後方支援連隊衛生隊→第13後方支援隊衛生隊
- 備考　　：第13師団の近代化改編に伴う後方支援連隊の新編により廃止。

## 共同機関
自衛隊病院
自衛隊病院には自衛隊中央病院と陸・海・空それぞれの幕僚長を通じて指揮監督を受ける自衛隊地区病院（15病院）がある。
自衛隊中央病院
- 自衛隊中央病院（三宿駐屯地）「中病」：病床数500床（一般病棟420床、精神科病棟50床、結核病棟20床、感染症病棟10床）

陸上幕僚長を通じて指揮監督を受ける自衛隊地区病院の一覧
- 自衛隊札幌病院「札病」（真駒内駐屯地）：病床数200床（一般病床170床、精神病床30床）、診療科（内科・精神科・小児科・外科・整形外科・形成外科・脳神経外科・皮膚科・泌尿器科・産婦人科・眼科・耳鼻咽喉科・放射線科・リハビリテーション科・麻酔科・歯科）
- 自衛隊仙台病院「仙病」（仙台駐屯地）：病床数150床（一般135床、精神15床）、診療科（内科・精神科・小児科・外科・整形外科・皮膚科・泌尿器科・眼科・耳鼻咽喉科・リハビリテーション科・麻酔科・歯科）
- 自衛隊富士病院「富病」（富士駐屯地）：病床数50床（一般50床）、診療科（内科・外科・整形外科・歯科）
- 自衛隊阪神病院「阪病」（川西駐屯地）：病床数200床（一般176床、精神24床）、診療科（内科・精神科・小児科・外科・整形外科・皮膚科・泌尿器科・産婦人科・眼科・耳鼻咽喉科・放射線科・リハビリテーション科・麻酔科・歯科）
- 自衛隊福岡病院「福病」（春日駐屯地）：病床数200床（一般170床、精神30床）、診療科（内科・精神科・小児科・外科・整形外科・皮膚科・泌尿器科・産婦人科・眼科・耳鼻咽喉科・放射線科・リハビリテーション科・麻酔科・歯科）
- 自衛隊熊本病院「熊病」（熊本駐屯地）：病床数100床（一般100床）、診療科（内科・外科・整形外科・皮膚科・泌尿器科・眼科・耳鼻咽喉科・放射線科・心療内科・麻酔科・歯科）
- 自衛隊那覇病院「那病」（南那覇駐屯地）：

廃止された陸上幕僚長を通じて指揮監督を受ける自衛隊地区病院の一覧
- 自衛隊別府病院「別病」（南別府駐屯地（廃止））：

## 主な装備

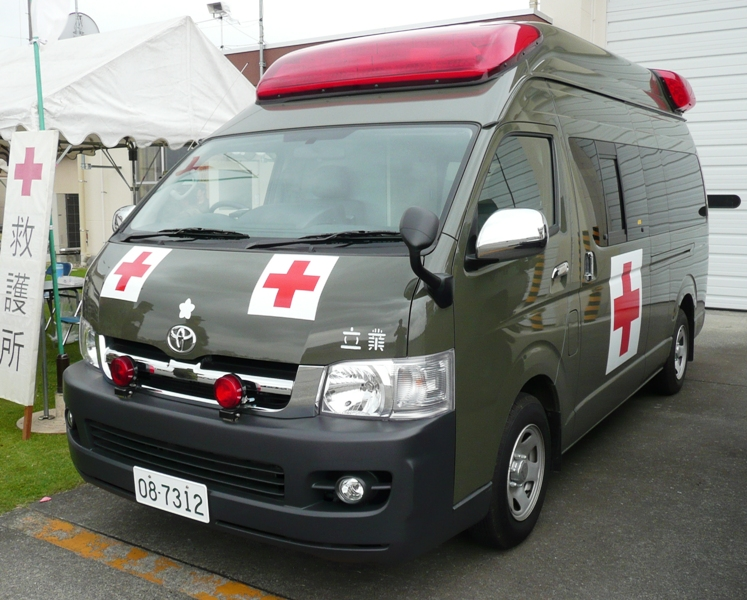
救急車 (陸上自衛隊駐屯地用)
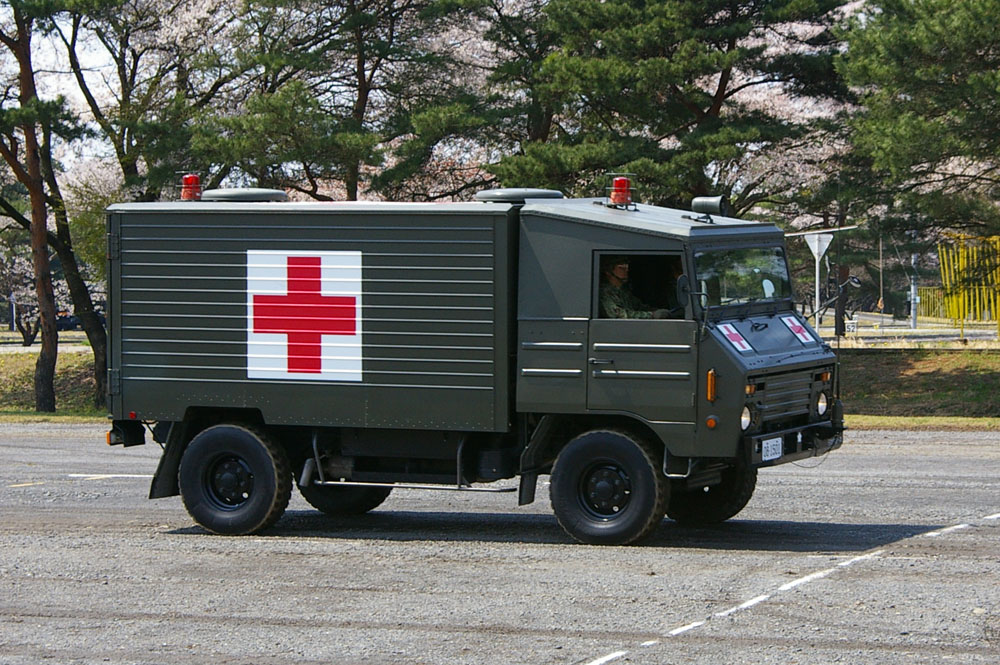
野戦で使用される1トン半救急車
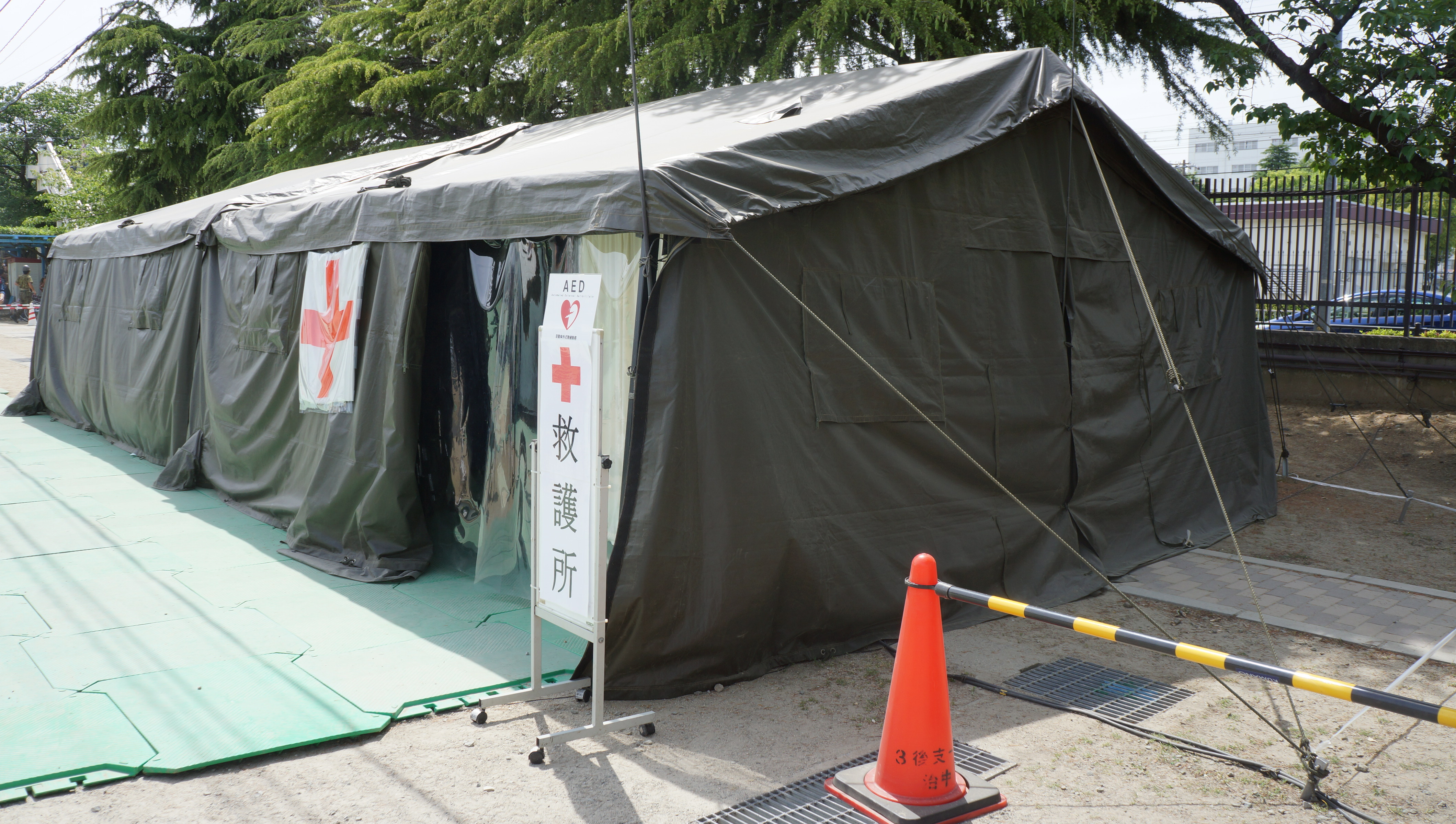
業務用天幕（病院用）
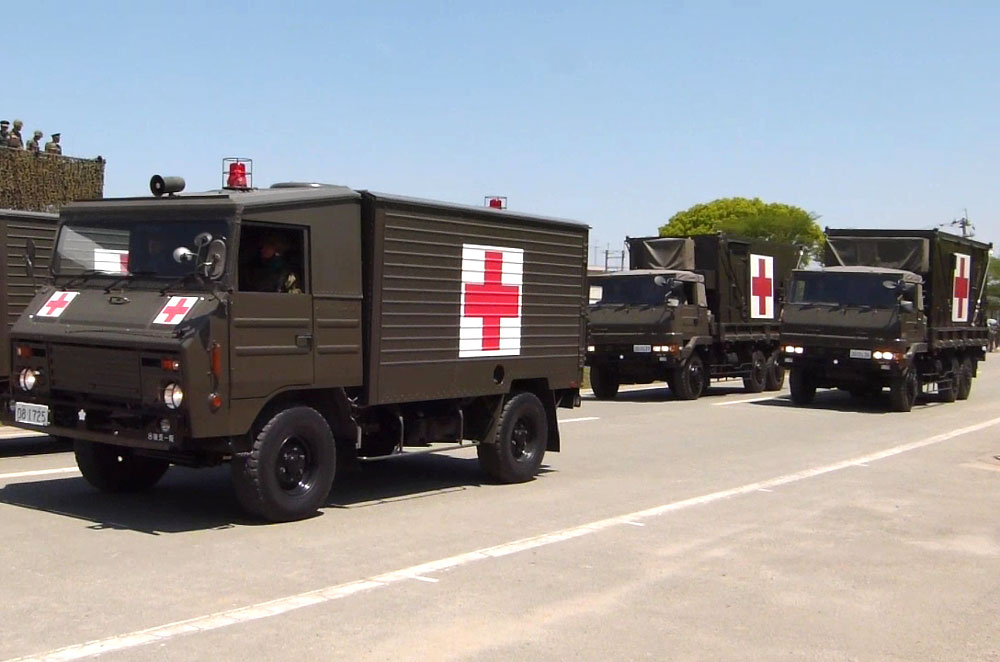
1トン半救急車　と、野外手術システム車